# WarGames: Defcon 1
Wargames es un juego de acción y estrategia de 1998 para PlayStation y PC. Está basado en la película Juegos de guerra de 1983. Es un juego en tercera persona y tiene dos perspectivas de juego:
W.O.P.R.
N.O.R.A.D

## Historia y juego
En total son 30 misiones de intensa batalla y combate, esta lucha comienza en el 2003.
Cuando las máquinas obtienen una mayor inteligencia y tienen ambición de conquistar el 
mundo. Las máquinas también llamadas WOPR (War Operation Programmed Response), luchan 
contra los humanos también llamados NORAD (North American Air Defense Command). Creado 
por Interactive Studios
En 1983 se creía que sería así la tercera guerra mundial, NORAD con las demás naciones
tienen que salvar a la humanidad de los WOPR, en las misiones debes destruir a todos 
los enemigos o a sus bases, los objetivos se dan después de terminar los anteriores o sino pierdes, a través de un correo electrónico se dan los objetivos.

### Unidades

#### Unidades de Norad
- Jeep
- Dragoon Tank
- Armored Personel Carrier (APC)
- Slayer Tank
- Missile Tank
- Hover Tank
- Otter
- Stealth Laser Tank
- Patrol Boat
- Battleship
- Gunship
- Ground Attack Aircraft (Avenger)
- Transport Helicopter
- Stealth Bomber: Solo bombardea si el jeep lo llama.
- Bazooka Troops: No se les mueve solo se los carga en el APC.
- Infantry: No se les mueve solo se los carga en el APC.

#### Unidades de Wopr
- Heavy Assault Transport (WarHorse)
- MK I Walker
- Scout Drone
- MK IV Walker
- MK III Walker
- Banshee
- Hydrofoil
- Skiff
- Dreadnought
- Corvette
- Shuttle
- Phoenix
- Devastator: Solo bombardea si el Scout Drone lo llama.
- Light Drone: No se les mueve solo se los carga en el WarHorse.
- Heavy Drone: No se les mueve solo se los carga en el WarHorse.

#### Unidades Especiales
Tanto las unidades WOPR y NORAD, casi por las últimas Misiones, podían crear estas unidades Especiales. Tenían gran poder de ataque contra otras unidades de infantería y Podías Tomar bases enemigas.
- WOPR - Eliminator
- NORAD - Special Forces

#### Unidades Neutrales
- Centro computarizado: Utilizado para recargar a las unidades.
- Científicos: Unidades para completar una misión o objetivo.
- Edificios: Decoran la zona de guerra.
- Vehículos o Aviones: Decoran La zona de guerra o son parte de un objetivo.

## Hacking
Es cuando las unidades se acercan a un Command center (NORAD) o a un Command Complex (WOPR) o al Centro computarizado, Wopr y Norad pueden usar cualquiera, con la intensio de poder mejorar los 3 principales Estadísticas de todas las unidades ARMOR, SPEED y FIREPOWER, así como uno se podía subir las estadísticas, el enemigo también te debilitaba. Los Hacker también podían revelar partes del mapa Aleatoriamente. Luego viene el Transport helicopter (NORAD) o la Shuttle (WOPR).

## Las Órdenes
Las Órdenes del juego son muy simples 

### Órdenes comunes
Todas las unidades pueden hacerlas
1. Llamar todas las unidades
2. Llamar una sola unidad
3. Regresar a la base

### Otras Órdenes
Solo los Scout Drones y Jeeps pueden hacerlo, tirando una lata de humo
- Bombardear: viene un Devastator o un Stealth Bomber

Todas las Unidades pero deben estar cerca de un lugar de Hacking
- Hack

Solo las Banshees o los Stealth Tanks, con círculo
- Invisibilidad

Solo los APC y los WarHorses, deben estar junto a unas tropas, con círculo
- Cargar

## Defcon
En Wargames hay Defcon que es el peligro del nivel. Sube: Cuando destruyes enemigos o edificios del otro. Baja: Cuando bombardeas o dejas pasar el tiempo.
- Defcon 5: Desde el inicio de la misión, es la más segura
- Defcon 4: Tiene alta seguridad
- Defcon 3: Tiene media seguridad
- Defcon 2: Tiene muy poca seguridad
- Defcon 1: Te bombardean la base primero y luego las unidades no hay seguridad

## Trucos
Invisibilidad Infinita: Cuando estés en un Stealth Tank o Banshee presiona círculo y mantén aplastado el botón hasta que el poder sea de menos 0% (-1%)
Excelente en el último nivel

## Créditos
- Creador: Interactive Studios
- Publicador: MGM Interactive
- Distribuidor: Ingram Entertainment, GTI, SVG, Electro Source, Fillpoint

- Datos: Q2070837